# Hermann Joseph Bender
Hermann Joseph Bender (* 28. Februar 1835 in Vallendar; † 27. Mai 1901 ebenda) war Kaufmann und Mitglied des Deutschen Reichstags.

## Leben
Bender besuchte das Königliche Gymnasium in Koblenz und das Jesuitencollège St. Servais-Lüttich. Nach einer kaufmännischen Ausbildung war er als Tuchfabrikant tätig. Ab 1861 war er Stadtverordneter in Vallendar.
Von 1873 bis 1876 und von 1878 bis zu seinem Tode war er Mitglied des Preußischen Abgeordnetenhauses und von 1878 bis zu seinem Tode war er Mitglied des Deutschen Reichstags für den Wahlkreis Regierungsbezirk Koblenz 2 (Neuwied) und die Deutsche Zentrumspartei.